# Berkay Vardar
Berkay Vardar (* 14. Januar 2003 in Istanbul) ist ein aserbaidschanisch-türkischer Fußballspieler, der seit 2021 beim Beşiktaş Istanbul unter Vertrag steht und in der Saison 2023/24 an Sheriff Tiraspol ausgeliehen ist.

## Karriere

### Verein
Seit 2021 spielt Vardar bei Beşiktaş Istanbul. Sein erstes Spiel bestritt er am 28. September 2021 in der zweiten Spielwoche der Gruppe C in der Gruppenphase der UEFA Champions League 2021–22 gegen Ajax. Das Spiel endete mit 2:0 für Ajax.
Wegen Dopings wurde er Ende 2024 für vier Jahre gesperrt.

### Nationalmannschaft
Vardar ist Sohn eines albanischen Vaters aus Kumanovo und einer aserbaidschanischen Mutter. Von 2018 bis 2019 spielte er für Aserbaidschan U17. Danach war er 2019 bei Aserbaidschan U19. Am 16. September 2022 wurde er von der Türkische U21 einberufen. Sein Debüt gab er bei einem Freundschaftsspiel gegen Georgien.